# Ralph Miller (kosárlabdaedző)
Ralph H. Miller (Chanute, Kansas, 1919. március 9. – Black Butte Ranch, Oregon, 2001. május 15.) amerikai kosárlabdázó és kosárlabdaedző, 1970 és 1989 között az Oregon State Beavers vezetőedzője. 1937 és 1941 között Kansas Jayhawks kosárlabdázója, 1941-ben amerikaifutball-játékosa volt.
1988. május 3-án a Naismith Memorial Basketball Hall of Fame tagja lett.

## Fiatalkora
A chanute-i középiskola amerikaifutball-, atlétika-, golf-, kosárlabda- és teniszcsapatainak tagja volt. Három éven át állami amerikaifutball- és kosárlabdabajnok volt és 1937-ben rövid gátfutásban állami rekordot állított fel.

## Játékosként
A Kansas Jayhawks amerikaifutball-játékosa és kosárlabdázója volt; emellett 1940-ben hét számban megdöntötte az 1932-es olimpián aranyérmet szerző Jim Bausch tízpróbázó eredményét. Edzője Phog Allen volt, egyik kurzusán vendégelőadó volt James Naismith, a kosárlabda feltalálója is.
A Fí Kappa Pszí diákszövetség tagja volt. 1942-ben szerezte testnevelés szakos alapdiplomáját, valamint az NFL-draft 18. körében a Brooklyn Dodgers kiválasztotta, de az ajánlatot visszautasította, és az Aero Parts Manufacturing Company munkatársa (és amerikaifutball-csapata, a Wichita Aero Commandos quarterbackje) lett. Az 1942. november 15-ei mérkőzésen megsérült és a szezon hátralévő részében nem játszhatott.

## Edzőként
1941-ben a lawrence-i Mount Oread középiskola főként az oktatók fiaiból álló csapatának edzője volt. A szezon sikertelen volt. 1949-ben barátja, Fritz Snodgrass táviratban felkérte az East High School edzőjének; amikor megtekintette egy mérkőzésüket, ötletei voltak a teljes pályás védelmük javítására. Három évig volt a csapat edzője; ezalatt másodikak, harmadikak, illetve elsők lettek.
1951-ben a Wichitai Városi Egyetem (ma Wichitai Állami Egyetem) rektora állást ajánlott neki; 13 szezonja alatt a csapat háromszor jutott ki a NIT és egyszer az NCAA bajnokságára. 1964-ben az Iowa Hawkeyes munkatársa lett; az 1970-es NCAA-bajnokságon másodikak lettek.
1970 áprilisában az Oregon State Beavers vezetőedzője lett; két vesztes szezonja volt, és Slats Gill után ő az egyetem legeredményesebb kosárlabdaedzője. Utolsó, 1989-es szezonjában a csapat a konferenciabajnokság elődöntőjéig jutott, majd az NCAA-torna első körében kikapott.

## A második világháborúban
A második világháborúban három év alatt a légierő főhadnagyi rangját érte el. Térdsérülése miatt nem küldték a tengerentúlra, hanem Floridában, Kaliforniában és Texasban végzett irodai munkát. Leszerelését követően Kaliforniában úszómester volt, majd barátja gyümölcsszállító vállalkozásának üzlettársa lett.

## Emlékezete
657 győzelmével a legeredményesebb még aktív edző lett. Csapatai összesen 674 mérkőzést nyertek, de egyik játékosa, Lonnie Shelton egyetemi évei alatt ügynökkel szerződött, ezért 15 győzelmet érvénytelenítettek.
A Gill Amfiteátrum sportpályája és a létesítmény előtti utca Miller nevét viseli.

## Családja és halála
1942-ben feleségül vette padtársát, Emily Jean Milamet; két fiuk (Ralph Jr. és Paul), valamint két lányuk (Susan Langer és Shannon Jakosky) született.
Láncdohányos volt, a csapat buszán és irodájában is cigarettázott. Halálát szívelégtelenség és tüdőtágulat okozta.

## Eredményei vezetőedzőként
| Szezon                                                 | Eredmény                                      | Eredmény                                      | Helyezés                                      | Továbbjutás                                   |
| Szezon                                                 | Összesen                                      | Konferencia                                   | Helyezés                                      | Továbbjutás                                   |
| Wichita Shockers (Missouri Valley Conference)          | Wichita Shockers (Missouri Valley Conference) | Wichita Shockers (Missouri Valley Conference) | Wichita Shockers (Missouri Valley Conference) | Wichita Shockers (Missouri Valley Conference) |
| ------------------------------------------------------ | --------------------------------------------- | --------------------------------------------- | --------------------------------------------- | --------------------------------------------- |
| 1951–52                                                | 11–19                                         | 2–8                                           | 6.                                            | –                                             |
| 1952–53                                                | 16–11                                         | 3–7                                           | 6.                                            | –                                             |
| 1953–54                                                | 27–4                                          | 8–2                                           | 2.                                            | NIT első kör                                  |
| 1954–55                                                | 17–9                                          | 4–6                                           | 4.                                            | –                                             |
| 1955–56                                                | 14–12                                         | 7–5                                           | 4.                                            | –                                             |
| 1956–57                                                | 15–11                                         | 8–6                                           | 4.                                            | –                                             |
| 1957–58                                                | 14–12                                         | 6–8                                           | 4.                                            | –                                             |
| 1958–59                                                | 14–12                                         | 7–7                                           | 4.                                            | –                                             |
| 1959–60                                                | 14–12                                         | 6–8                                           | 4.                                            | –                                             |
| 1960–61                                                | 18–8                                          | 6–6                                           | 4.                                            | –                                             |
| 1961–62                                                | 18–9                                          | 7–5                                           | 3.                                            | NIT első kör                                  |
| 1962–63                                                | 19–8                                          | 7–5                                           | 2.                                            | NIT első kör                                  |
| 1963–64                                                | 23–5                                          | 10–2                                          | 1.                                            | NCAA Elite Eight                              |
| Eredmény:                                              | 220–133                                       | 81–75                                         | –                                             | –                                             |
| Iowa Hawkeyes (Big Ten Conference)                     |                                               |                                               |                                               |                                               |
| 1964–65                                                | 14–10                                         | 8–6                                           | 5.                                            | –                                             |
| 1965–66                                                | 17–7                                          | 8–6                                           | 3.                                            | –                                             |
| 1966–67                                                | 16–8                                          | 9–5                                           | 3.                                            | –                                             |
| 1967–68                                                | 16–9                                          | 10–4                                          | T-1.                                          | –                                             |
| 1968–69                                                | 12–12                                         | 5–9                                           | 1.                                            | –                                             |
| 1969–70                                                | 20–5                                          | 14–0                                          | 1.                                            | NCAA Sweet Sixteen                            |
| Eredmény:                                              | 95–51                                         | 54–30                                         | –                                             | –                                             |
| Oregon State Beavers (Pacific-8/Pacific-10 Conference) |                                               |                                               |                                               |                                               |
| 1970–71                                                | 12–14                                         | 4–10                                          | 6.                                            | –                                             |
| 1971–72                                                | 18–10                                         | 9–5                                           | 3.                                            | –                                             |
| 1972–73                                                | 15–11                                         | 6–8                                           | 5.                                            | –                                             |
| 1973–74                                                | 13–13                                         | 6–8                                           | 5.                                            | –                                             |
| 1974–75                                                | 19–12                                         | 10–4                                          | 2.                                            | NCAA második kör                              |
| 1975–76                                                | 18–9                                          | 10–4                                          | 2.                                            | –                                             |
| 1976–77                                                | 16–13                                         | 8–6                                           | 3.                                            | –                                             |
| 1977–78                                                | 16–11                                         | 9–5                                           | 2.                                            | –                                             |
| 1978–79                                                | 18–10                                         | 11–7                                          | 3.                                            | NIT első kör                                  |
| 1979–80                                                | 26–4                                          | 16–2                                          | 1.                                            | NCAA második kör                              |
| 1980–81                                                | 26–2                                          | 17–1                                          | 1.                                            | NCAA második kör                              |
| 1981–82                                                | 25–5                                          | 16–2                                          | 1.                                            | NCAA második kör                              |
| 1982–83                                                | 20–11                                         | 12–6                                          | 3.                                            | NIT negyeddöntő                               |
| 1983–84                                                | 22–7                                          | 15–3                                          | 1.                                            | NCAA első kör                                 |
| 1984–85                                                | 22–9                                          | 12–6                                          | 2.                                            | NCAA első kör                                 |
| 1985–86                                                | 12–15                                         | 8–10                                          | 5.                                            | –                                             |
| 1986–87                                                | 19–11                                         | 10–8                                          | 3.                                            | NIT második kör                               |
| 1987–88                                                | 20–11                                         | 12–6                                          | 2.                                            | NCAA első kör                                 |
| 1988–89                                                | 22–8                                          | 13–5                                          | 3.                                            | NCAA első kör                                 |
| Eredmény:                                              | 342–198                                       | 204–114                                       | –                                             | –                                             |
| Összesen:                                              | 657–382                                       | –                                             | –                                             | –                                             |
| Jelmagyarázat: Konferenciaszezon-bajnok                |                                               |                                               |                                               |                                               |

## Fordítás
- Ez a szócikk részben vagy egészben  a   Ralph Miller című angol Wikipédia-szócikk ezen változatának fordításán alapul.  Az eredeti cikk szerkesztőit annak laptörténete sorolja fel. Ez a jelzés csupán a megfogalmazás eredetét és a szerzői jogokat jelzi, nem szolgál a cikkben szereplő információk forrásmegjelöléseként.